# Пташкине
Пта́шкине (до 1948 — Джилкиджи́-Елі́;, крим. Cılqıcı Eli) — село Керченського району Автономної Республіки Крим.
Відстань від райцентру до населеного пункта становить 31 кілометрів по прямій.